# Henry Cornelius
Henry Cornelius (Città del Capo, 18 agosto 1913 – Londra, 2 maggio 1958) è stato un regista, sceneggiatore e produttore cinematografico sudafricano.
Diresse solamente cinque film, nel periodo dal 1949 al 1958, fra i quali però due delle più celebrate commedie della storia del cinema britannico, Passaporto per Pimlico (1949) e La rivale di mia moglie (1953).

## Biografia
Cornelius nacque in Sudafrica da una famiglia ebrea di origine tedesca, che ritornò in Germania, a Berlino, quando lui era ancora ragazzo. All'età di diciott'anni studiò recitazione e produzione teatrale con Max Reinhardt e, non ancora ventenne, produsse pièce teatrali per il teatro Schiller di Berlino. All'avvento del nazismo si trasferì a Parigi, dove lavorò come giornalista ed entrò nel mondo del cinema come assistente montatore agli Studios de Montrouge.
Si trasferì poi a Londra quando René Clair richiese un assistente montatore che parlasse francese per il suo film Il fantasma galante (1935), prodotto da Alexander Korda.
Rimase con Korda per i successivi quattro anni, montando cinque film, tre dei quali diretti da Zoltán Korda, fra cui Le quattro piume (1939). Dopo una breve esperienza con Alberto Cavalcanti alla GPO Film Unit, si recò nel paese nativo per ricoprire l'incarico di direttore della sezione cinematografica dell'unità di propaganda del governo sudafricano. In questa veste scrisse, diresse e produsse una quindicina di cortometraggi di propaganda bellica.
Nel 1943 tornò in Gran Bretagna e cominciò a lavorare come produttore associato agli Ealing Studios, dove nel 1948 gli venne offerta l'occasione di cimentarsi direttamente con la regia. Passaporto per Pimlico (1949), sul depresso clima di restrizioni del dopoguerra e sulle arguzie dello spirito inglese, è «la quintessenza della commedia Ealing con la sua carica esplicita di umorismo corrosivo e quella nascosta di eccentrica trasgressione».
Il film fu uno dei maggiori successi commerciali della Ealing per cui, forte di questo risultato, Cornelius chiese un aumento ma, quando la sua richiesta venne respinta, decise di lasciare la casa di produzione e, insieme ad un altro ex Ealing, Monja Danischewsky, ne fondò una propria, la Sirius, per la quale scrisse e diresse la commedia The Galloping Major (1951). Dopo quest'unica non fortunata esperienza, Danischewsky ritornò alla Ealing e Cornelius a sua volta offrì il suo nuovo progetto alla vecchia casa di produzione, ma il produttore Michael Balcon, memore del modo il cui il regista se n'era andato, rifiutò la sua proposta.
Il suo film successivo, La rivale di mia moglie (1953), fu dunque «una tipica commedia in stile Ealing», prodotta però non dalla Ealing, ma dalla Rank Organisation. Malgrado la difficile lavorazione, il risultato è «una delle più deliziose e divertenti commedie degli anni '50» e uno dei maggiori successi commerciali della storia della Rank Organisation. Il film vinse il Premio BAFTA per il miglior film britannico, il Golden Globe per il miglior film straniero (assegnato per la prima volta) e ottenne due candidature agli Oscar (musica e sceneggiatura).
Cornelius sembrava destinato a diventare uno dei più importanti registi del cinema britannico dell'epoca, ma riuscì a dirigere solo altri due film, non memorabili, prima di morire prematuramente, per malattia, nel 1958: La donna è un male necessario (1955), un tentativo non molto riuscito di mescolare melodramma e commedia di costume, tratto dall'omonima pièce teatrale del 1951 di John Van Druten, a sua volta basata sulle opere del periodo berlinese di Christopher Isherwood Mr Norris se ne va e Addio a Berlino (che in seguito ispireranno anche il musical Cabaret); e la commedia Next to No Time (1958).

## Riconoscimenti
Due film diretti da Cornelius sono stati inseriti dal British Film Institute nella lista dei migliori cento film britannici del XX secolo: Passaporto per Pimlico al sessantatreesimo posto e La rivale di mia moglie all'ottantaseiesimo posto.

## Filmografia

### Regista
- Passaporto per Pimlico (Passport to Pimlico) (1949)
- The Galloping Major (1951)
- La rivale di mia moglie (Genevieve) (1953)
- La donna è un male necessario (I Am a Camera) (1955)
- Next to No Time (1958)

### Montatore
- La segretaria (Men Are Not Gods), regia di Walter Reisch (1936)
- Forget Me Not, regia di Zoltán Korda (1936)
- Il principe Azim (The Drum), regia di Zoltan Korda (1938)
- Le quattro piume (The Four Feathers), regia di Zoltan Korda (1939)
- Il leone ha le ali (The Lion Has Wings), regia di Adrian Brunel, Brian Desmond Hurst e Michael Powell (1939)

### Produttore
- Painted Boats (1945)
- Piccoli detectives (Hue and Cry) (1947)
- It Always Rains on Sunday (1947)

### Sceneggiatore
- It Always Rains on Sunday, regia di Robert Hamer (1947)
- The Galloping Major (1951)
- Next to No Time (1958)